# Saint-Didier-en-Donjon
Saint-Didier-en-Donjon è un comune francese di 278 abitanti situato nel dipartimento dell'Allier della regione dell'Alvernia-Rodano-Alpi.

## Società

### Evoluzione demografica
Abitanti censiti